# 유니버설 스튜디오 플로리다

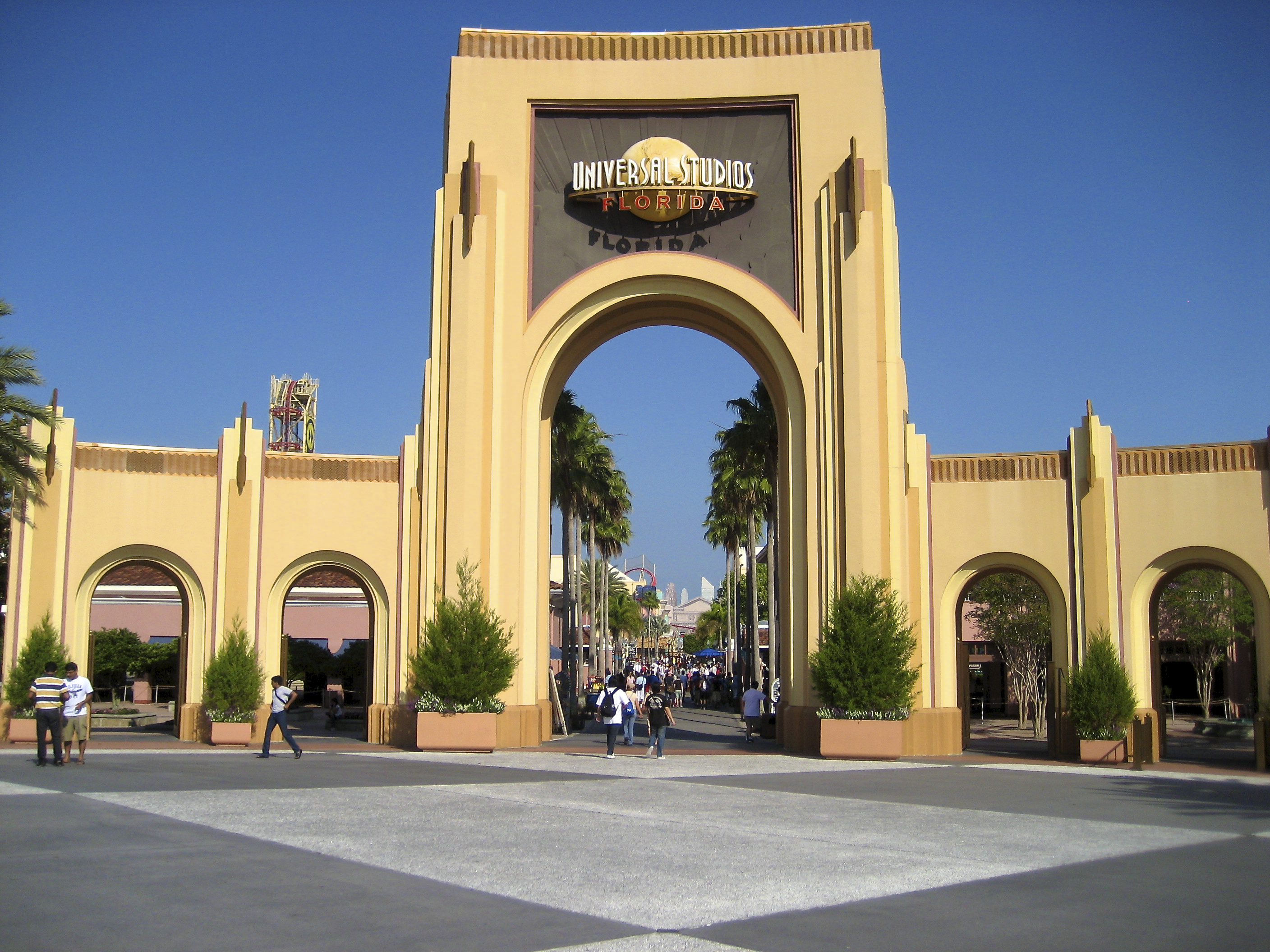

유니버설 스튜디오 플로리다(Universal Studios Florida)는 미국 플로리다주 올랜도에 있는 테마파크이다. 유니버설 올랜도 리조트 내에 있으며, NBC 유니버설이 운영하고 있다. 유니버설 스튜디오 할리우드에 이어 세계에서 두 번째로 오픈한 유니버설 스튜디오 테마파크이다.

## 같이 보기
- 아일랜즈 오브 어드벤처